# Bram Som
Bram Som (* 20. Februar 1980 in Terborg) ist ein niederländischer Leichtathlet. Spezialisiert ist er auf die kürzeren Mittelstrecken zwischen 400 und 1000 Meter. Som ist siebenfacher niederländischer Meister und wurde 2006 in Göteborg Europameister über 800 Meter.
Seine sportliche Laufbahn begann er als 7-Jähriger bei dem Leichtathletikverein Atletico'73 in Gendringen. Bis zu seinem 16. Lebensjahr war er in verschiedenen Disziplinen aktiv, beschloss aber dann, sich auf die kürzeren Mittelstrecken zu spezialisieren.
Einen ersten Achtungserfolg landete er 1998 mit dem 5. Platz über 800 Meter bei den Junioren-Weltmeisterschaften in Annecy. Diese Leistungen bestätigte er in den folgenden Jahren. 2002 wurde er bei den Europameisterschaften in München Sechster, sieben Monate später bei den Hallenweltmeisterschaften 2003 Fünfter. Enttäuschend verlief dagegen seine Teilnahme an den Olympischen Spielen 2004 in Athen, wo er als Fünfter im Halbfinale ausschied.
Nachdem er 2005 wegen einer Verletzung an der Achillessehne keine Wettkämpfe bestritt, qualifizierte er sich mit dem Gewinn der niederländischen Meisterschaft für die Europameisterschaften 2006 in Göteborg. Dort gelang ihm am letzten Wettkampftag mit dem Titelgewinn über 800 Meter der bislang größte Erfolg seiner Karriere. Seine Goldmedaille war die erste für die Niederlande bei Europameisterschaften seit 24 Jahren. Soms Sieg war begleitet von einem Protest, da er im Gedrängel während des Endspurts kurzzeitig die Bahn verlassen hatte. Die Jury wies diesen Einspruch allerdings ab.
Seit 2013 konzentriert sich Som auf das professionelle Tempomachen bei internationalen Rennen.
Som gehört im Rang eines Unteroffiziers dem niederländischen Heer an und ist Mitglied der Leistungssportgruppe der Armee.

## Persönliche Bestzeiten
- 400 m – 46,87 s
- 600 m – 1:15,26 min
- 800 m – 1:43,45 min
- 1000 m – 2:17,01 min
- 1500 m – 3:42,75 min